# Akpa jezik
Akpa jezik (akweya; ISO 639-3: akf), jedan od dva yatye-akpa jezika, šire skupine idomoid, kojim govori 26 900 ljudi (2000) na području nigerijske države Benue.
Sa srodnim jezikom yace [ekr] čini podskupinu yatye-akpa.

## Vanjske poveznice
- Ethnologue (14th)
- Ethnologue (15th)
- The Akpa Language